# Kultura dominująca
Kultura dominująca – kultura w ujęciu dystrybutywnym, reprezentowana przez większość społeczeństwa lub przez społeczeństwo wpływające poprzez dyfuzję na kultury lokalne mniejszych społeczności. 
Kultura dominująca z jednej strony wpływa na kultury lokalne powodując ich regres lub nawet zanik. Jednakże wobec kultury dominującej podejmowane są działania przeciwstawne w formie ruchów kontrkulturowych czy tworzenia kultur alternatywnych. Ruch kontrkulturowy, przeciwstawiając się kulturze dominującej, często sięga do elementów kultur lokalnych ulegających zanikowi lub wypartych w przeszłości przez obcą wobec nich kulturę. Przykładem może być sięganie przez twórców muzyki black metalowej do elementów kulturowych charakterystycznych dla pierwotnych kultur europejskich wypartych przez chrześcijaństwo.